# Каннибализм (зоология)

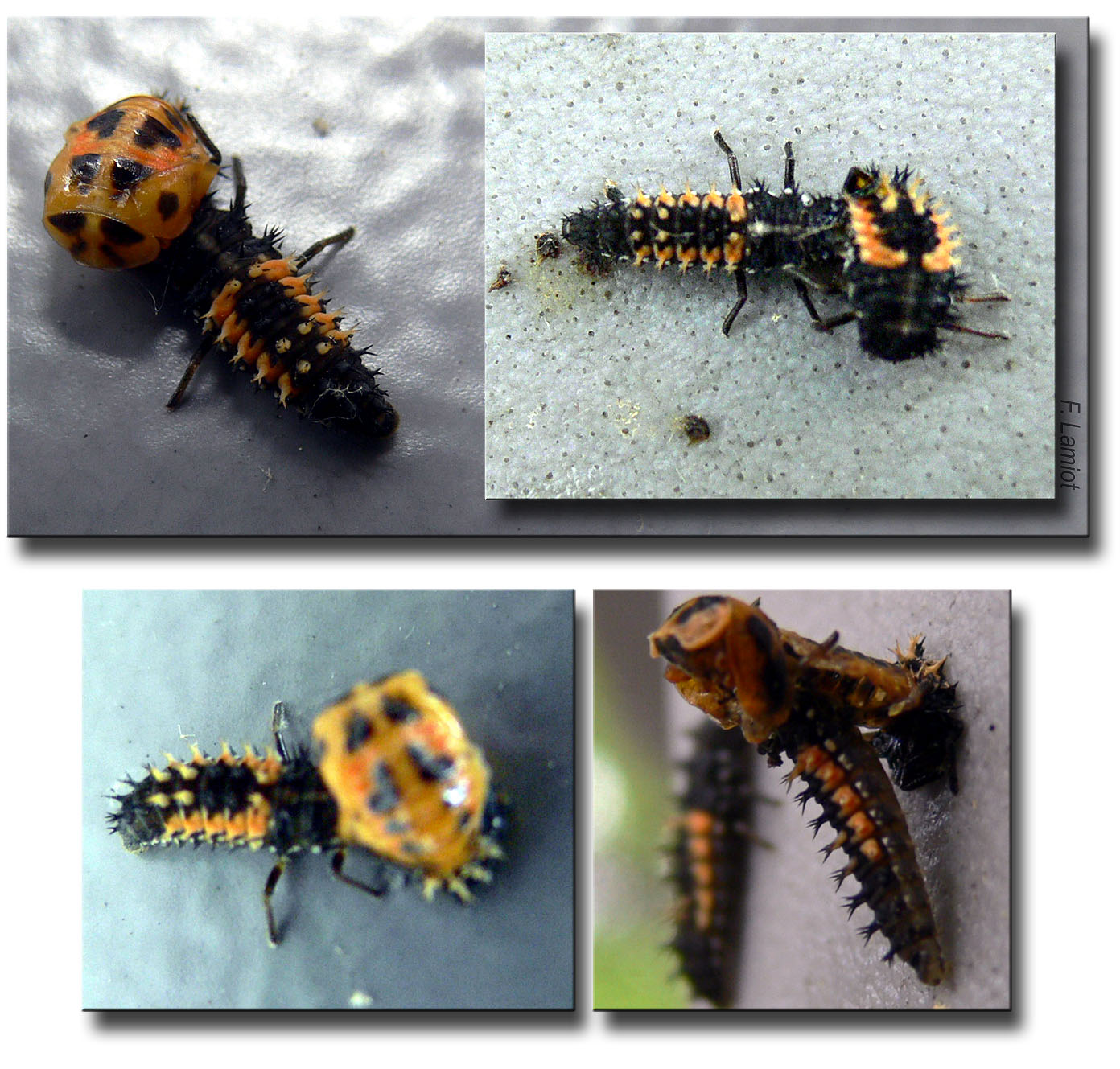
Личинки божьей коровки Harmonia axyridis, поедающие других личинок и куколки своего вида

Каннибализм — поедание животными (каннибалами) особей своего вида, внутривидовое хищничество. Одно из проявлений внутривидовой конкуренции, являющейся фактором естественного отбора. Установлен более чем у 1300 видов животных.
Чаще наблюдается при неблагоприятных условиях среды, переуплотнении популяции и недостатке пищи и воды и т. п. Каннибализм, как регулятор численности популяции, способствует установлению соответствия числа особей кормовым ресурсам и выживанию всей популяции в целом. Самки более склонны к каннибализму, чем самцы. Объектом каннибализма чаще являются молодые особи своего вида.

## Членистоногие
Материнский каннибализм встречается у некоторых скорпионов, например, у видов из родов Pandinus и Heterometrus. Он выражается в поедании самкой своих детенышей во время рождения потомства либо когда личинки вскарабкались к ней на спину, а также во время вынашивания. В последнем случае самка методично снимает своими клешнями детенышей со своей спины и в течение нескольких часов поедает их.
Каннибализм широко распространён среди насекомых. У жуков личинки-ксилофаги старших возрастов могут поедать личинок своего же вида, но более младших возрастов. Данное явление может наблюдаться среди представителей семейства пластинчатоусые — жук-геркулес, бронзовки, мучные хрущаки (Tenebrio) могут поедать свои яйца (оофагия) при высокой численности популяции, тем самым сдерживая её рост. Многие общественные насекомые (особенно в молодых колониях) поедают часть яиц в качестве дополнения к белку в рационе. Матки могут даже откладывать особые неоплодотворенные «кормовые» яйца. 
Личинки некоторых наездников (Galesus) поедают других личинок своего вида внутри тела хозяина, так как в нём может прокормиться только одна особь.
Известны случаи постоянного, или облигатного (от лат. obligatus «обязательный, непременный»), каннибализма, возникшего в процессе эволюции как полезное приспособление для вида. Например, самки каракуртов и богомолов поедают самцов после спаривания (сексуальный каннибализм). Муравьи большинства видов поедают своих павших собратьев, предотвращая их разложение и возможное заражение муравейника. 

## Рыбы
Большинство хищных или всеядных рыб просто не отличают молодых особей своего вида (и даже собственных потомков) от другой добычи и при возможности охотно их поедает.
Самцы бычков-бубырей (Pomatoschistus minutus) в условиях повышенной опасности частично либо полностью съедают собственную икру.
В нормальных условиях каннибализм характерен для щуки; около 20 % рациона щуки составляют более мелкие особи её собственного вида.
У некоторых акул обнаружен внутриматочный каннибализм — поедание эмбрионами друг друга и неоплодотворённых яиц. Это характерно в первую очередь для ламнообразных, а также для кархаринообразных и воббегонгообразных акул.

## Земноводные
Самец американской саламандры охраняет кладку яиц самки, при этом поедая часть кладки. Взрослые особи разных видов земноводных могут поедать молодняк.

## Моллюски
Наиболее характерным примером внутривидового каннибализма среди моллюсков является лузитанский слизень (Arion lusitanicus). Этот слизень всеяден, питается растительной пищей, падалью, поедает дождевых червей, и даже представителей своего вида, с которыми может справиться. Также каннибализмом занимаются различные виды кальмаров.

## Пресмыкающиеся
Каннибализм часто встречается среди различных групп рептилий: ящериц, змей, черепах, крокодилов, имеются его свидетельства и на костях вымерших форм — взрослые особи часто поедают более молодых. У ряда змей-офиофагов, например, королевской кобры, обыкновенных королевских змей, а также у территориальных самцов крокодилов и оснащенных эффективными лезвиеподобными зубами варанов, каннибализм встречается и среди взрослых особей по отношению друг к другу.

## Млекопитающие
Каннибализм у теплокровных позвоночных встречается реже.
Среди млекопитающих каннибализм известен у грызунов, хищных (собаки, медведи, львы), приматов (шимпанзе, бабуины, люди), свиней, и многих других.
Каннибализм наиболее характерен для видов грызунов, у которых рождается много детенышей (золотистый хомячок, мыши). Например, самка обычно поедает детенышей после их рождения при воздействии некоторых факторов. Иногда она может съесть всех детенышей. Кроме того, например, самки волка, рыси могут поедать свой приплод. Замечено, что такое поведение чаще отмечается у молодых самок.